# Jake Long
Cet article concerne le joueur de football américain. Pour le programme de Disney Channel, voir American Dragon: Jake Long.
(en) Statistiques sur pro-football-reference
Jake Edward Long, né le 9 mai 1985 à Lapeer dans le Michigan, est un joueur américain de football américain évoluant au poste d'offensive tackle pour les Rams de Saint-Louis.

## Biographie

### Jeunes années et carrière universitaire
Il commence à jouer au football américain au lycée Lapeer East High School de Lapeer. Jouant au football américain mais également au baseball, il détient les records de son lycée en nombre de coups de circuit et en points produits.
Étudiant à l'Université du Michigan, il a joué pour les Wolverines du Michigan. Il est élu Offensive Lineman de l'Année de la Big Ten Conference en 2006 et 2007.

### Carrière professionnelle

#### Avec les Dolphins de Miami

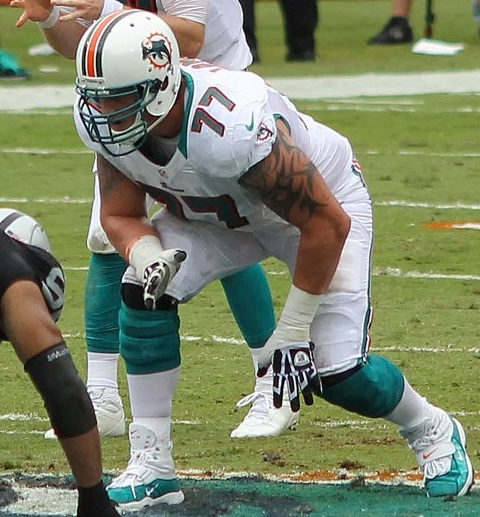
Jake Long.

Il est drafté en 2008 à la 1re place (premier tour) par les Dolphins de Miami. Avec Orlando Pace, c'est le seul joueur de la ligne offensive à avoir été choisi en no 1 en 40 ans.
Il a signé un contrat de cinq années pour 57,75 millions de dollars (dont 30 millions de dollars garantis) avec les Dolphins, avant même d'être drafté. En avril 2008, ce contrat a fait de lui le joueur de la ligne offensive le mieux payé de la NFL. Aux Dolphins, il retrouve le quarterback Chad Henne, lui aussi sélectionné au même tour et originaire de la même université.
Il a été sélectionné au Pro Bowl lors de chacune de ses quatre premières saisons, en 2008, 2009, 2010 et 2011.

#### Avec les Rams de Saint-Louis
À l'issue de la saison 2012, il devient agent libre. Les Dolphins lui proposent un nouveau contrat, mais il préfère l'offre des Rams de Saint-Louis et signe avec eux un contrat de quatre ans pour 36 millions de dollars le 17 mars 2013. Il est libéré en 2015.